# Замок Барнтаун
Замок Барнтаун (англ. Barntown Castle) — один із замків Ірландії, знаходиться в графстві Вексфорд. Замок розташований у 3 милях на захід від міста Вексфорд на шляху з Вексфорда до Нью-Росс. Замок являє собою вежу, побудовану в норманському стилі. Замок перебуває в стані повної руїни. Навколо замку пасовища. Колись у замку була резиденція місцевого барона. Замок побудував у 1560 році Вальтер Рош. І довгий час замок перебував у власності аристократичної родини Рош, що володіла також замками Феррікарріг та Артрамон. Заиок був сильно зруйнований під час війни за незалежність Ірландії 1640—1652 років, хоча ще перед тим він був закинутий і поступово перетворювався на пустку. У час коли замок був населений, він мав 5 поверхів, вхід у східній стіні, що був захищений бійницями. Але потім землевласники вирішили, що краще жити в комфортабельних особняках, а не в понурих замках — проблема захисту земель замками відпала. Господарі замку побудували собі особняк у георгієвському стилі. Нині цим особняком і землями Барнтаун володіє родина Джойс. Руїни замку використовуються як притулок для великої рогатої худоби на випадок негоди. Поруч є селище з такою ж назвою — Барнтаун. У селищі є католицька церква, яку збудував колись відомий архітектор Август Велбі Нортмор Пагін. Недалеко від замку на гребені пагорбів стоїть пам'ятник генералу Клуні, що став відомий під час ірландського повстання 1798 року. На меморіальній дошці на руїнах Женевських казарм, що в Вотерфорд-Харбор ця людина називається полковником Клуні. Під час ірландського повстання за незалежність 1798 року полковник Клуні захопив британський корабель «Дунканнон». Похований він на кладовищі Санкт-Маллінс.